# Silistra (stad)
Silistra (Bulgaars: Силистра), verouderd Drastar (Bulgaars: Дръстър), is de hoofdstad van de gelijknamige oblast van Bulgarije, gelegen aan de Donau en aan de grens met Roemenië. Met ruim 30.000 inwoners is het de achtentwintigste stad van het land.

## Geografie
De gemeente Silistra is gelegen in het noordelijke deel van de oblast Silistra. Met een oppervlakte van 515,891 km² staat het op de tweede plaats van de 7 gemeenten van de oblast (oftewel: 18,12% van het grondgebied). De grenzen zijn als volgt:
- in het zuidoosten - gemeente Kaïnardzja;
- in het zuiden - gemeente Alfatar en gemeente Doelovo;
- in het westen - gemeente Sitovo;
- in het noorden en noordoosten - Roemenië.

## Geschiedenis

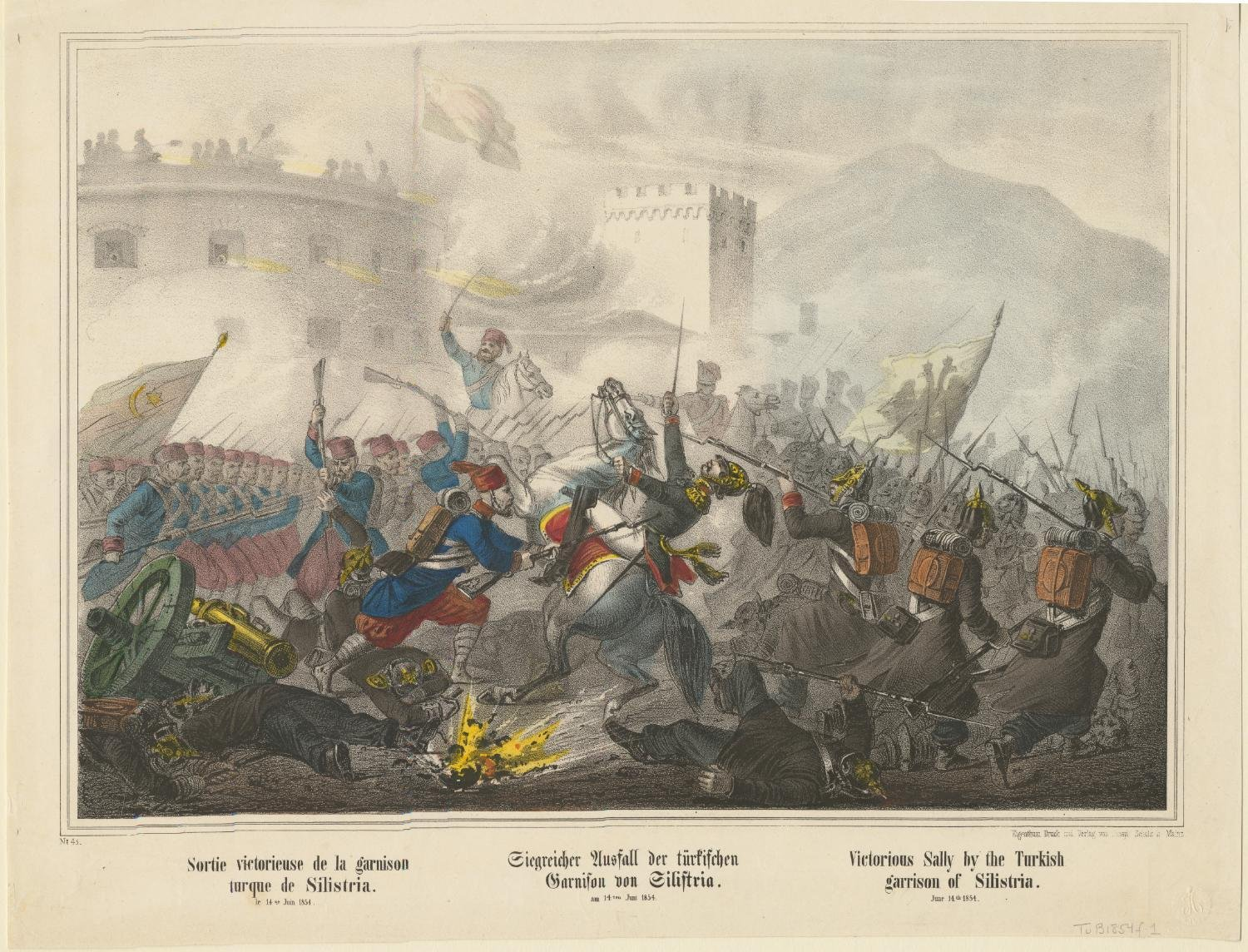
Uitval van het Turkse garnizoen van Silistra (Krimoorlog, 1845)

De Romeinen bouwden op de plaats van een vroegere Keltische vestiging in 29 n.Chr. een fort en hielden de bestaande naam, Durostorum (of Dorostorum) aan. Het werd een belangrijk militair centrum in de provincie Moesië en groeide ten tijde van de Marcus Aurelius uit tot een stad. In 388 werd Durostorum de zetel van een christelijk bisdom en een centrum van het christendom in de regio. De Romeinse generaal Flavius Aëtius werd in 396 in de stad geboren. Nadat het Romeinse Rijk was verdeeld werd de stad, die in Byzantijns Grieks bekendstond als Δουρόστολον, Durostolon deel van het Byzantijnse Rijk. Durostolon was ook de wortel van Drastar - de middeleeuwse Bulgaarse naam van de stad en Dârstor, een voormalige middeleeuwse Roemeense naam van de stad.
In 971 vond het Beleg van Dorostolon door het Byzantijnse leger plaats.
De zwaar versterkte stad doorstond tijdens de Krimoorlog in 1854 een 39 dagen durende belegering door Russische troepen (van 19 mei tot 22 juni) onder leiding van de vermaarde militair ingenieur Eduard Totleben. Het Turkse fort hield stand en de sultan kende de voltallige bezetting van 13.862 man een onderscheiding of Campagnemedaille toe, de zogenaamde Silistria Medaille.

## Bevolking
In de eerste officiële volkstelling van 1934 registreerde Silistra 15.159 inwoners. Het aantal inwoners nam in de daaropvolgende volkstellingen continu toe (zie: onderstaand tabel). Zo verviervoudigde het inwonersaantal bijna van 15.159 naar 58.197 in de periode 1934-1975. Sindsdien neemt de bevolking echter in een rap tempo af, vooral als gevolg van de verslechterde economische situatie in de regio. Vooral het omringende platteland kampt met een intensieve bevolkingsafname. Op 31 december 2020 telde de stad Silistra 30.169 inwoners, terwijl de gemeente Silistra (inclusief 18 nabijgelegen dorpen) een inwonersaantal van 44.940 had. Dit waren 5.438 mensen (−15,3%) minder dan 35.607 inwoners bij de officiële census van februari 2011.[1] De gemiddelde jaarlijkse groei in die periode komt daarmee uit op −1,7%, hetgeen lager is dan het landelijk jaarlijks gemiddelde over deze periode (−0,63%). 
| stad Silistra     | 15.159  | 16.142  | 20.350  | 33.019  | 58.197  | 53.619  | 48.360  | 42.153  | 35.607  | 30.983  |
| gemeente Silistra | 42.108  | 43.523  | 46.227  | 55.452  | 69.023  | 75.802  | 71.889  | 61.942  | 51.386  | 44.940  |
| oblast Silistra   | 138.340 | 151.514 | 162.664 | 170.442 | 175.754 | 174.107 | 161.063 | 142.000 | 119.474 | 108.018 |

### Bevolkingssamenstelling
De Bulgaren vormen de grootste bevolkingsgroep in de stad Silistra. Er woont een grote Turkse minderheid in de stad. Tevens telt de stad Silistra ook een kleine Roma-gemeenschap, maar de meesten van hen wonen in dorpen op het nabijgelegen platteland - vooral in de dorpen Jordanovo, Baboek en Kalipetrovo.
| stad Silistra     | 29.677 | 3.458  | 123   |
| gemeente Silistra | 40.707 | 6.258  | 899   |
| oblast Silistra   | 64.050 | 40.272 | 5.697 |

### Religie
Bij de volkstelling van 1 februari 2011 was het invullen van een geloofsovertuiging optioneel. Van de 51.386 mensen die werden geregistreerd bij de volkstelling van 2011 kozen 7.919 personen (15,4%%) ervoor om hun religieuze overtuiging niet te specificeren. Van de 43.467 respondenten verklaarden 32.007 aanhangers te zijn van de Bulgaars-Orthodoxe Kerk (73,6%), gevolgd door 5.020 moslims (11,6%) en 2.491 personen zonder religieuze overtuiging (5,7%).
|                              | Aantal | Percentage (%) | Percentage (%) |
| 51386                        | Totaal | Respondenten   |                |
| ---------------------------- | ------ | -------------- | -------------- |
| Bulgaars-Orthodoxe Kerk      | 32007  | 62,29          | 73,64          |
| Katholieke Kerk in Bulgarije | 177    | 0,34           | 0,41           |
| Protestantisme               | 386    | 0,75           | 0,89           |
| Islam in Bulgarije           | 5020   | 9,77           | 11,55          |
| Overig                       | 99     | 0,19           | 0,23           |
| Onkerkelijk                  | 2491   | 4,85           | 5,73           |
| Onbekend                     | 3287   | 6,40           | 7,56           |
| Geen antwoord                | 7919   | 15,41          | -              |

## Bezienswaardigheden
- Citadel van de Ottomanen (Medzhidi Tabia) met Historisch Museum
- Resten van Romeins fort[4]
- Romeins graf
- Moskee (Kurşunlu Camii)
- Resten van de Patriarchenbasiliek
- Sint-Pieter-en-Paulus Kathedraal
- Archeologisch Museum
- Etnografisch Museum
- Kunstmuseum (Minkovgalerij)

## Gemeentelijke kernen

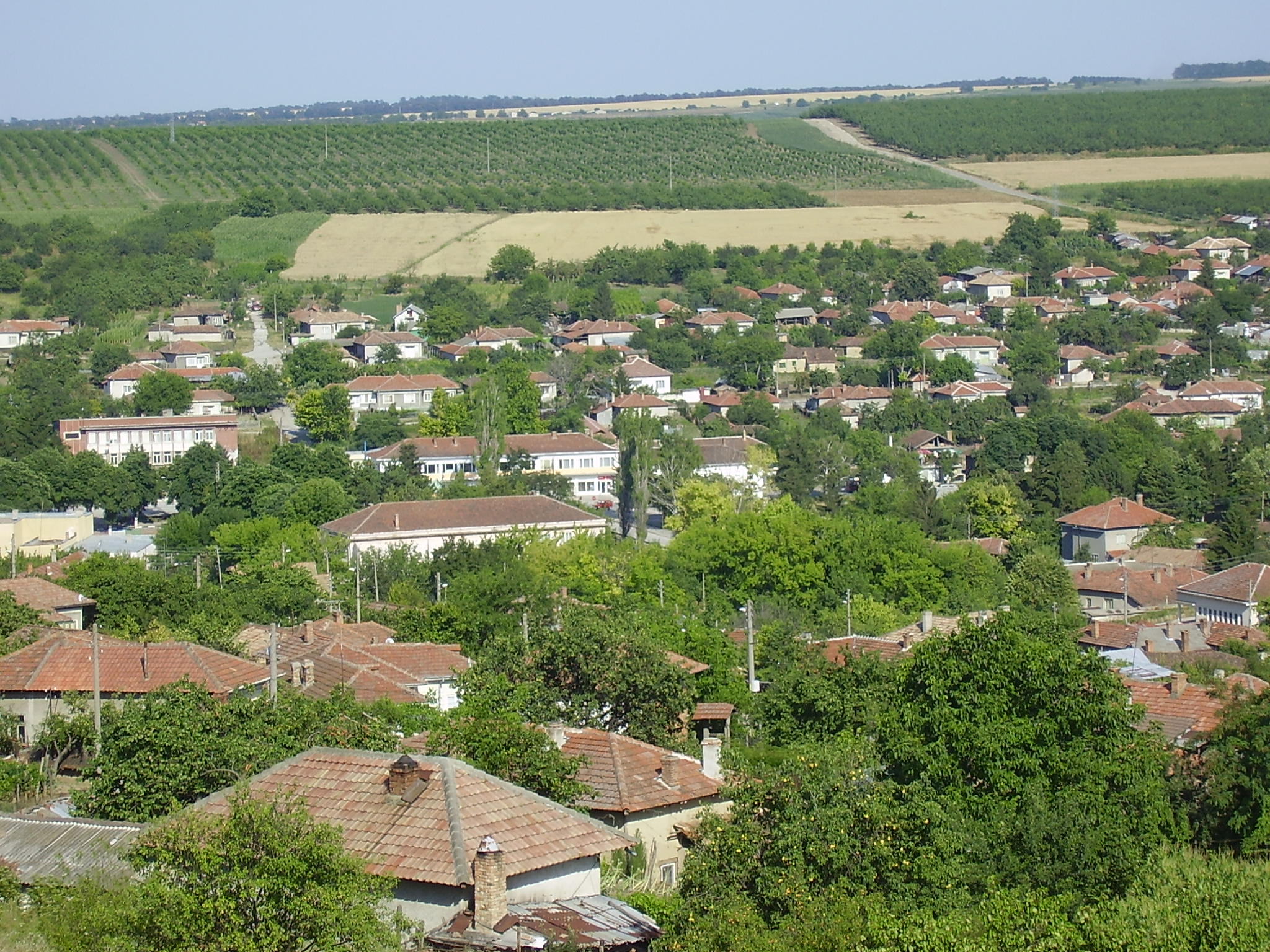
Uitzicht op het dorp Profesor Isjirkovo

De gemeente Silistra bestaat uit de onderstaande nederzettingen:
| Plaatsnaam           | Cyrillisch           | Bevolking (2009) |
| -------------------- | -------------------- | ---------------- |
| Silistra             | Силистра             | 37.837           |
| Ajdemir              | Айдемир              | 6.655            |
| Baboek               | Бабук                | 580              |
| Bogorovo             | Богорово             | 82               |
| Bradvari             | Брадвари             | 1.022            |
| Balgarka             | Българка             | 150              |
| Glavan               | Главан               | 104              |
| Kazimir              | Казимир              | 138              |
| Kalipetrovo          | Калипетрово          | 4.592            |
| Polkovnik Lambrinovo | Полковник Ламбриново | 109              |
| Popkralevo           | Попкралево           | 83               |
| Profesor Isjirkovo   | Професор Иширково    | 1.171            |
| Smilets              | Смилец               | 439              |
| Sratsimir            | Срацимир             | 327              |
| Srebarna             | Сребърна             | 689              |
| Sarpovo              | Сърпово              | 56               |
| Tsenovitsj           | Ценович              | 53               |
| Vetren               | Ветрен               | 217              |
| Jordanovo            | Йорданово            | 581              |
| Totaal               |                      | 54.885           |

## Afbeeldingen

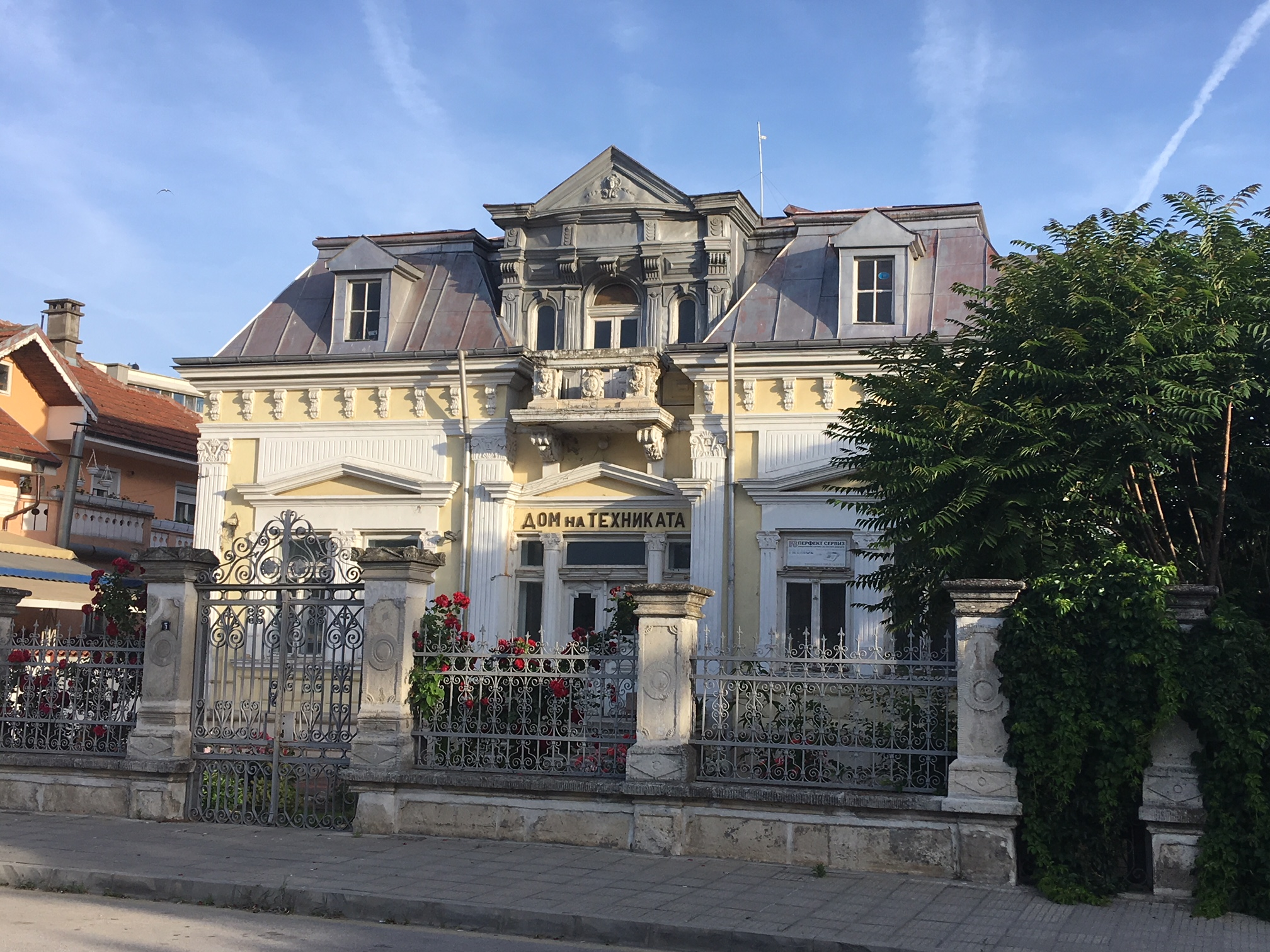
Wetenschapsmuseum
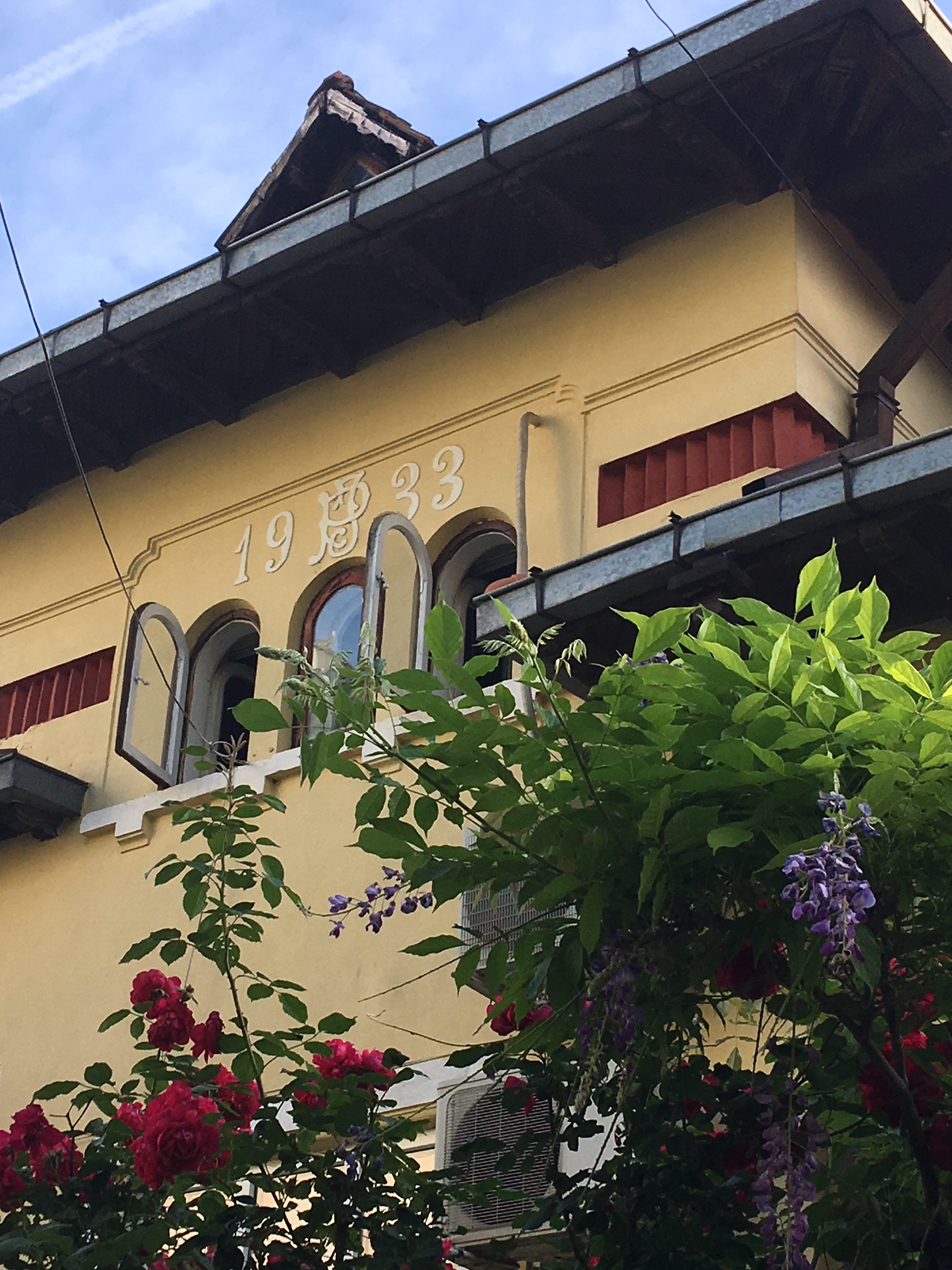
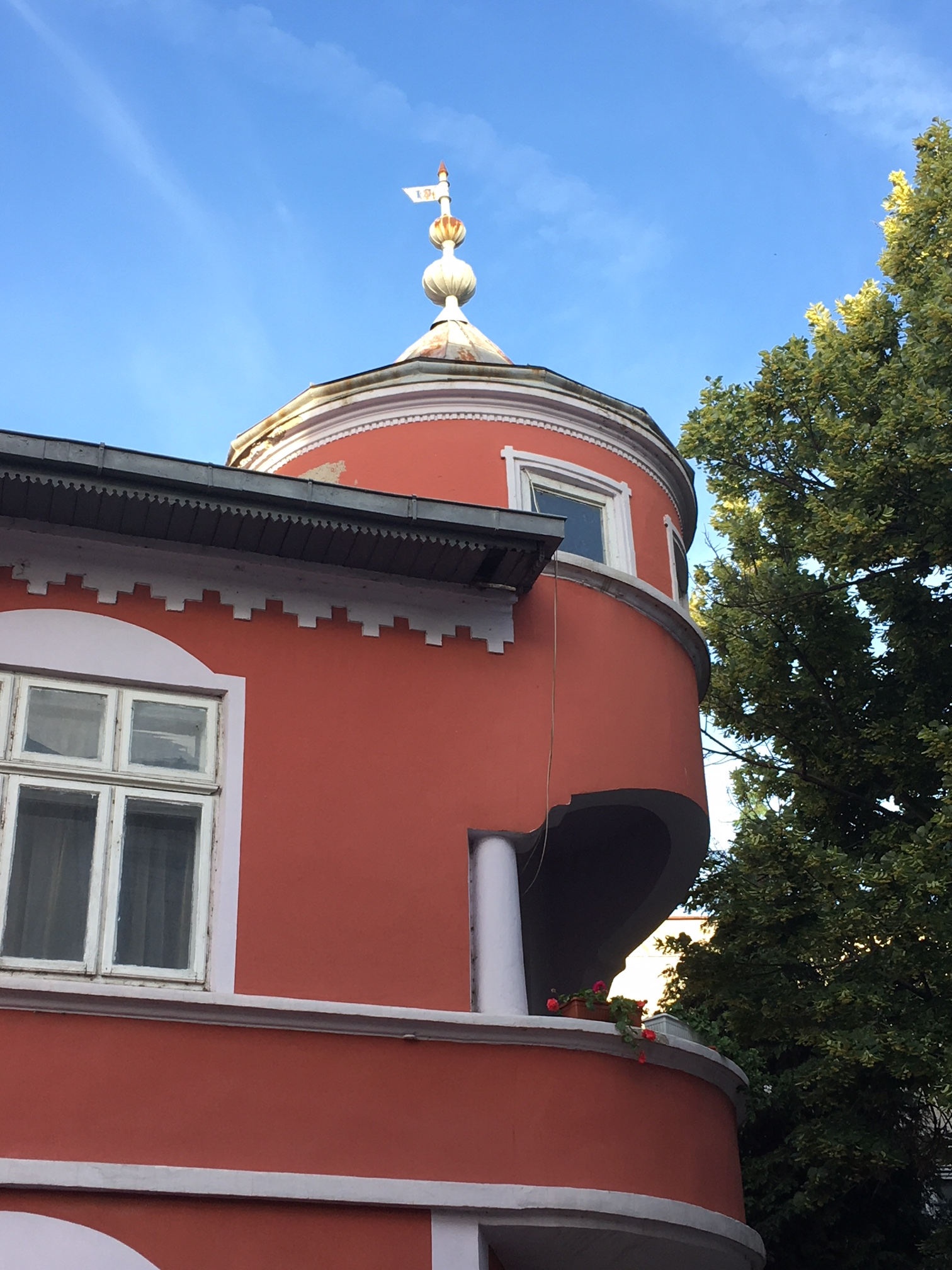
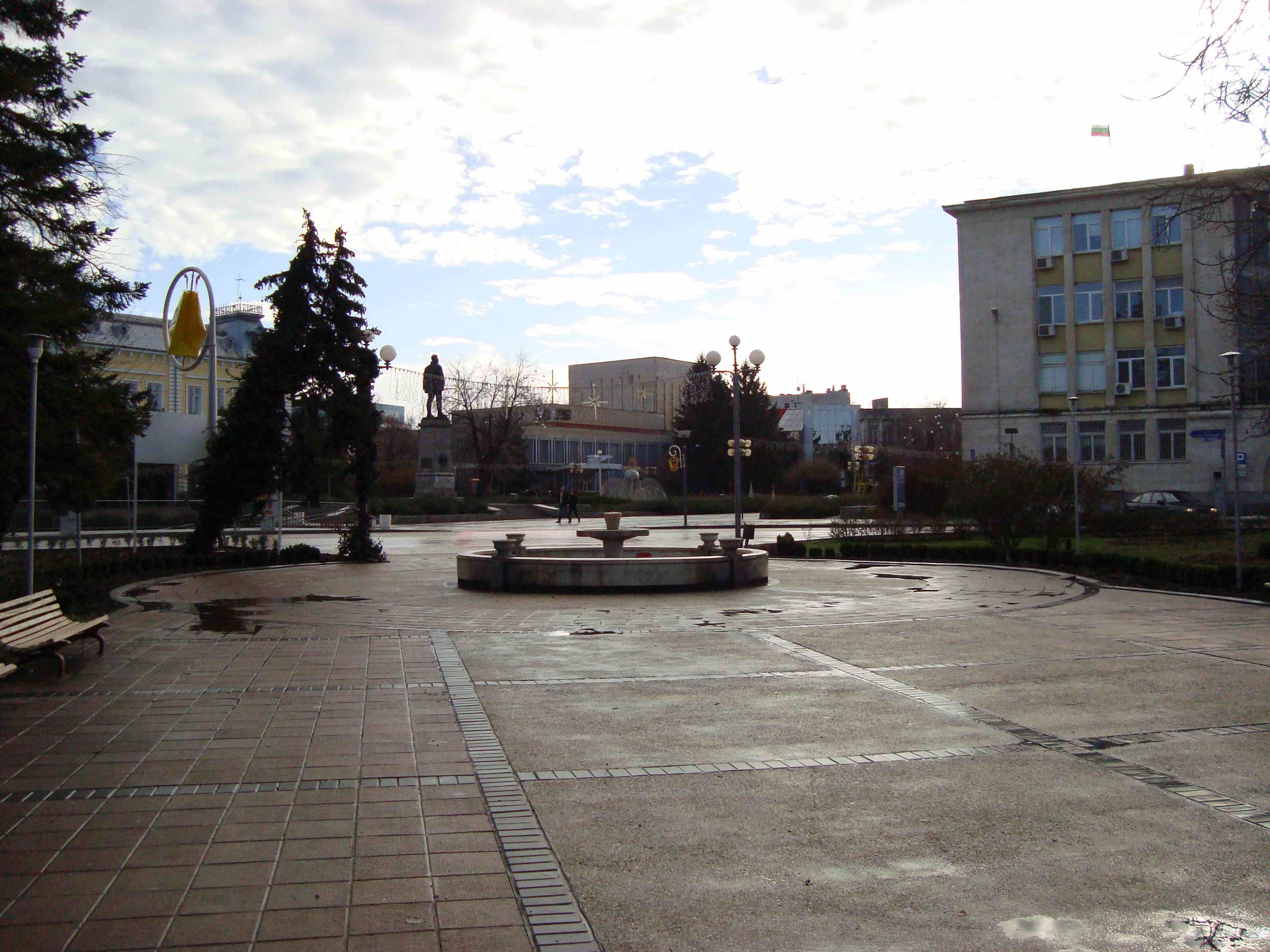
Het centrum van Silistra
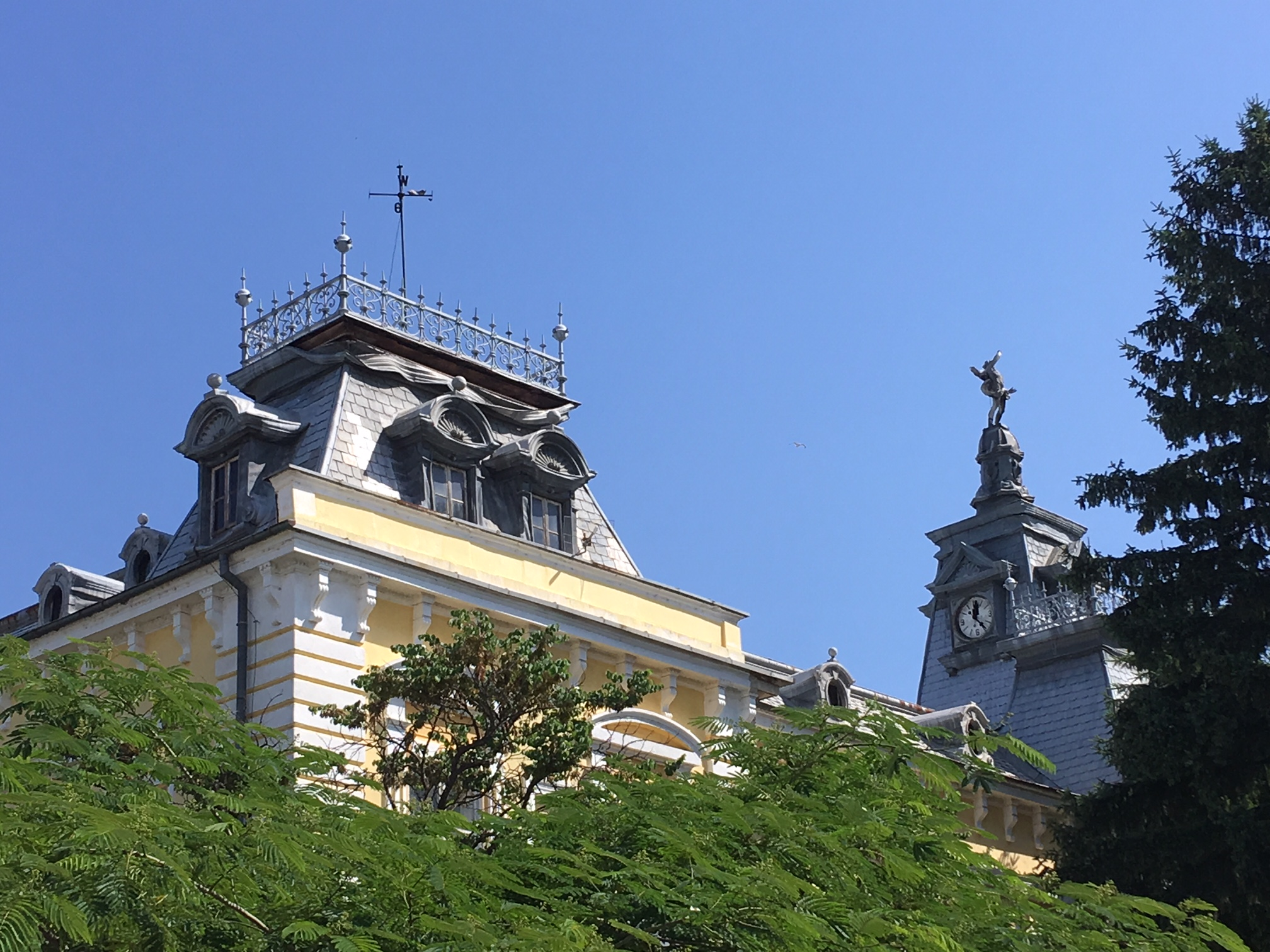
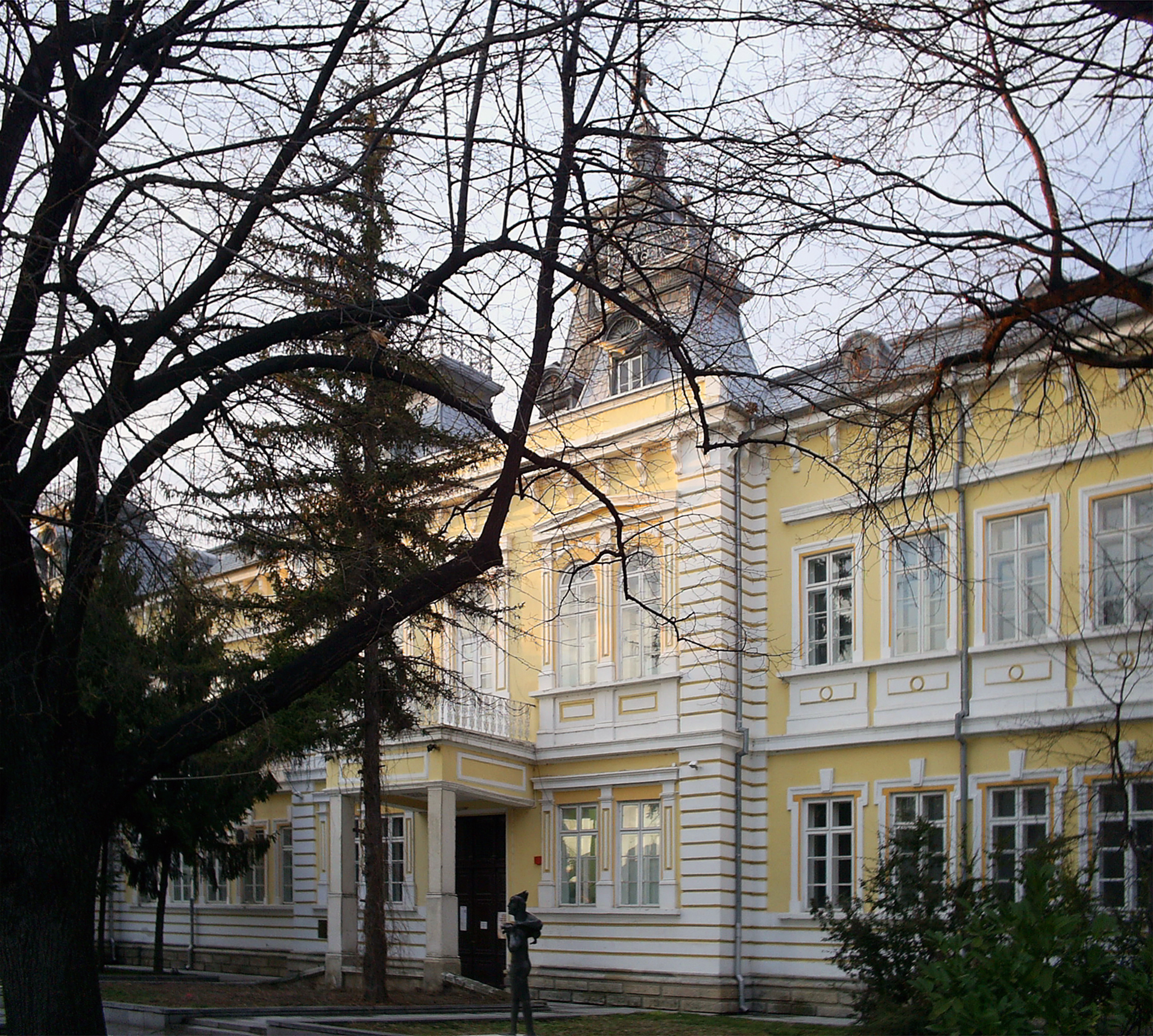
Kunstgalerij

## Geboren
- Flavius Aëtius (390-454), opperbevelhebber
- Filiz Hoesmenova (10 juni 1966), politica

Bestuurlijk centrum: Silistra
 Alfatar · Doelovo · Glavinitsa · Kaïnardzja · Silistra · Sitovo · Toetrakan